# Tage Aurell
Tage Aurell, född 2 mars 1895 i Kristiania (nuvarande Oslo) i Norge, död 21 februari 1976 i Mangskog i Värmland, var en svensk författare, journalist och översättare. Han var från 1926 gift med författaren Kathrine Aurell och var far till Lisa Aurell och Mattias Aurell.

## Biografi
Tage Aurell föddes 1895 i Kristiania (nuvarande Oslo), där hans far, Albert Aurell, arbetade som gjutare i flera år. När Tage Aurell var fem år återvände familjen till Karlstad, och det var där som Tage Aurell kom att växa upp och gå i skolan. År 1913 avbröt han dock strax före studentexamen sina studier vid Karlstads högre allmänna läroverk och arbetade sedan under några år som journalist. Han lämnade Sverige 1919 och kom att vistas utomlands, först en kortare tid i Berlin, men sedan närmare tio år i Paris. Där bedrev Tage Aurell studier vid Sorbonneuniversitetet och översatte bland andra Franz Kafka, Stendhal och inte minst August Strindberg (till och från franskan). Det var också i Paris som Aurell 1924 träffade sin blivande hustru Kathrine Zimmer från Bergen i Norge. De gifte sig år 1926. Tage Aurell påbörjade sitt författarskap i Paris, men hans debutroman Tybergs gård, som tilldrar sig i Herrhagen i Karlstad, publicerades först 1932, då Tage och Kathrine Aurell redan bodde i Mangskog utanför Arvika efter sin omtalade och av Tage Aurell själv skildrade cykelfärd från Frankrike hem till Värmland år 1929.
Det skulle emellertid dröja många år och ytterligare några böcker innan Aurell 1943 med romanen Skillingtryck "lyftes in i den litterära salongen", för att citera författaren Lars Andersson. I tidskriften BLM skrev Knut Jaensson om denna roman och om Aurells tidigare böcker. Detta blev en artikel som mycket snabbt gjorde Tage Aurell berömd, erkänd och uppskattad inte minst av sina jämnåriga och något yngre författarkollegor. Han fick plötsligt många goda kontakter, bland andra Gunnar Ekelöf och Harry Martinson. Under 1940-talet blev han också en välkänd radioman. Ett exempel på detta är just boken Skillingtryck, som han i samarbete med hustrun Kathrine omvandlade till en radiopjäs, Serenad i Repslagargatan. Regissör för denna pjäs var Lars Madsén och huvudrollerna spelades av Hilding Gavle och Mimi Pollak. Så följde ett flertal böcker, varav den sista, Samtal önskas med sovvagnskonduktören gavs ut år 1969.
Tage Aurell avled 1976 på Arvika lasarett.

### Redaktör
- Vi och vår värld: litteraturhandboken. 1-6 / sammanställd av Tage Aurell och Ragnar Matsson. Stockholm: Lindblad. 1962-1964. Libris 70285

### Översättningar
- August Strindberg: Cinq pièces en un acte (Stock, 1927)
- H.C. Andersen: I Sverige (I Sverrig) (1944)
- Franz Kafka: Slottet (Das Schloss) (Wahlström & Widstrand, 1946)
- Franz Kafka: Amerika (Amerika) (översatt tillsammans med Johannes Edfelt, Wahlström & Widstrand, 1947)
- Stendhal: Rött och svart: en berättelse från XIX:e seklet (e rouge et le noir) (Forum, 1955)
- Tarjei Vesaas: Blå knapp borta (Blå kanpp borte) (otryckt översättning, tillsammans med Kathrine Aurell, för Radioteatern 1956)
- August Strindberg: Vivisektioner (de franska texterna jämte en svensk tolkning av Tage Aurell, Bonniers, 1958)
- Hans E. Kinck: Höstnätter och andra berättelser (Rabén & Sjögren, 1959)
- August Strindberg: En dåres försvarstal (Le plaidoyer d'un fou) (Bonniers, 1962)
- Georg Büchner: Woyzeck (Woyzeck) (Studentlitteratur, 1972)

## Filmmanus
- 1955 – Giftas
- 1956 – Ett dockhem
- 1962 – Nils Holgerssons underbara resa

## Priser och utmärkelser
- 1946 – Svenska Dagbladets litteraturpris
- 1947 – Tidningen Vi:s litteraturpris
- 1950 – Boklotteriets stipendiat
- 1950 – Sixten Heymans pris
- 1953 – De Nios Stora Pris
- 1956 – Boklotteriets stipendiat
- 1959 – Litteraturfrämjandets stora pris
- 1962 – Signe Ekblad-Eldhs pris
- 1966 – Doblougska priset
- 1975 – Frödingmedaljen